# Roșiori (Brăila)
Roşiori è un comune della Romania di 2 940 abitanti, ubicato nel distretto di Brăila, nella regione storica della Muntenia.
Il comune è formato dall'unione di 4 villaggi: Colțea, Florica, Pribeagu, Roșiori.